# Vid (Veszprém)
Vid es un pueblo ubicado en el distrito de Devecser, en el condado de Veszprém, Hungría.

## Superficie
Posee una superficie de 3,170 kilómetros cuadrados.

## Demografía
Hasta 2019 la población era de 115 habitantes, con una densidad de población de 36,28 habitantes por kilómetro cuadrado.